# Kandelabr z Paracas

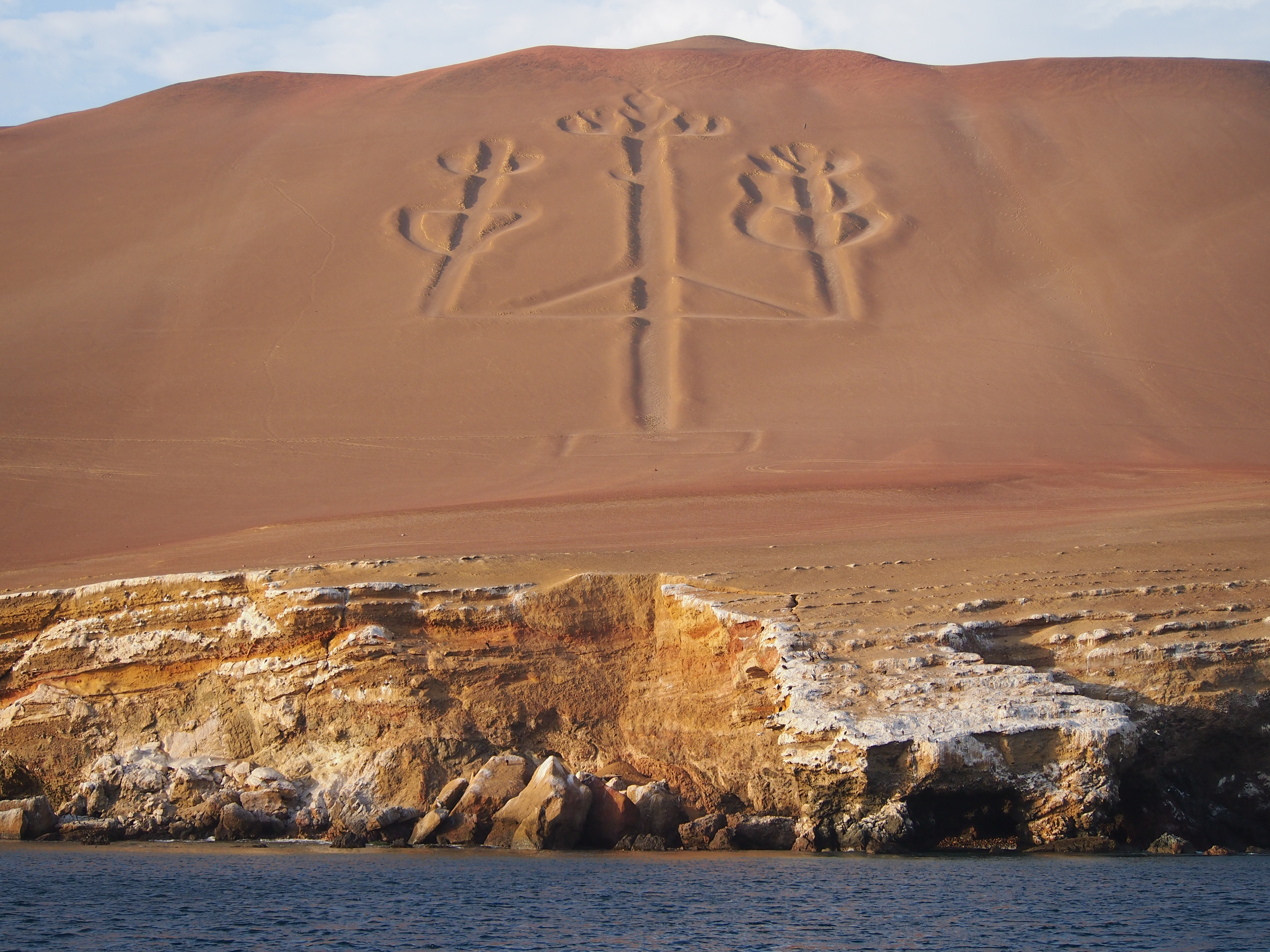
Kandelabr z Paracas

Kandelabr z Paracas – olbrzymi geoglif znajdujący się na zboczu nadmorskiego klifu na półwyspie Paracas w Peru. Nie wiadomo, kto i kiedy go wykonał, ani co dokładnie przedstawia.
Geoglif wyżłobiony został w kamienistym podłożu na głębokość do 3 metrów i ma ok. 190 m wysokości. Przedstawia zagadkowy obiekt o prostokątnej podstawie i trzech ramionach, z których każde posiada wypustki. Ponieważ widoczny jest jedynie z morza, przypuszcza się, iż pełnił rolę pomocy nawigacyjnej dla żeglarzy przebywających wody zatoki Paracas. Dla takiego celu mogli go wykonać zarówno przedstawiciele kultur prekolumbijskich, jak i Hiszpanie. Brak jednak jakichkolwiek wzmianek na temat kandelabru w źródłach historycznych. Ponieważ w okolicy znaleziono datowane na ok. 200 p.n.e. fragmenty ceramiki wytworzonej przez ludność kultury Paracas, to właśnie jej najczęściej przypisuje się autorstwo obiektu. Wyklucza się możliwość jego powiązań z Rysunkami z Nazca.
Ze względu na swój kształt przypominający trójramienny świecznik obiekt nazywany jest popularnie kandelabrem, jednak nie wiadomo dokładnie, co przedstawia. Sugerowano, że może to być kaktus, halucynogenna roślina Datura stramomium, laska boga Wirakoczy lub odwzorowanie gwiazdozbioru Krzyża Południa.
Niejasności co do pochodzenia i przeznaczenia geoglifu sprawiły, iż stał się on obiektem pseudonaukowych spekulacji zwolenników pseudohistorii takich jak Erich von Däniken.